# Lametta

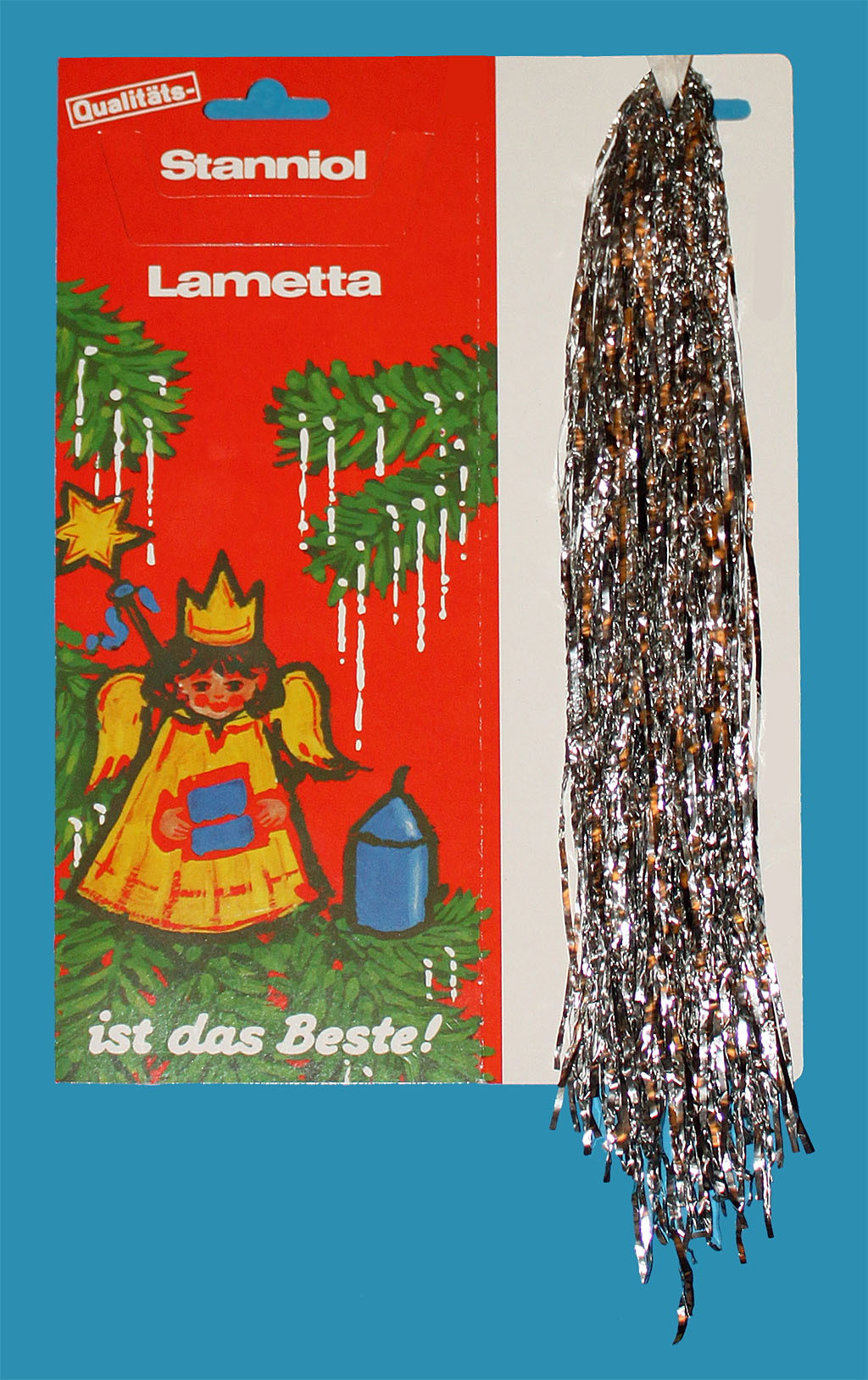
Eine handelsübliche Packung Stanniollametta aus dem Jahr 2012

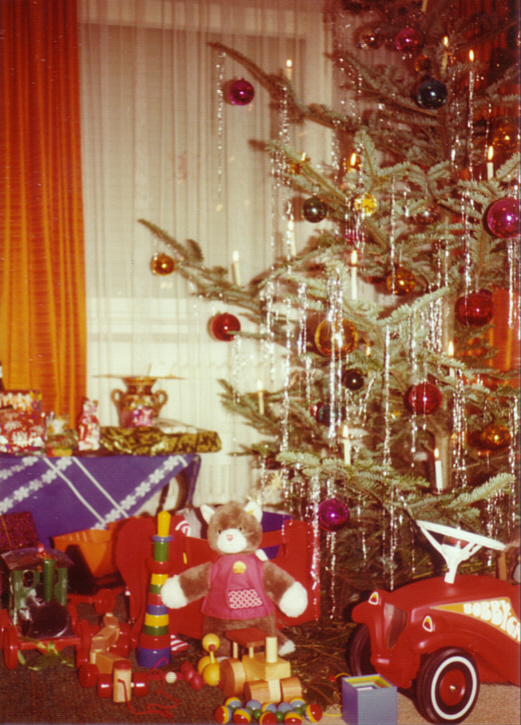
Lametta an einem Weihnachtsbaum der 1970er Jahre

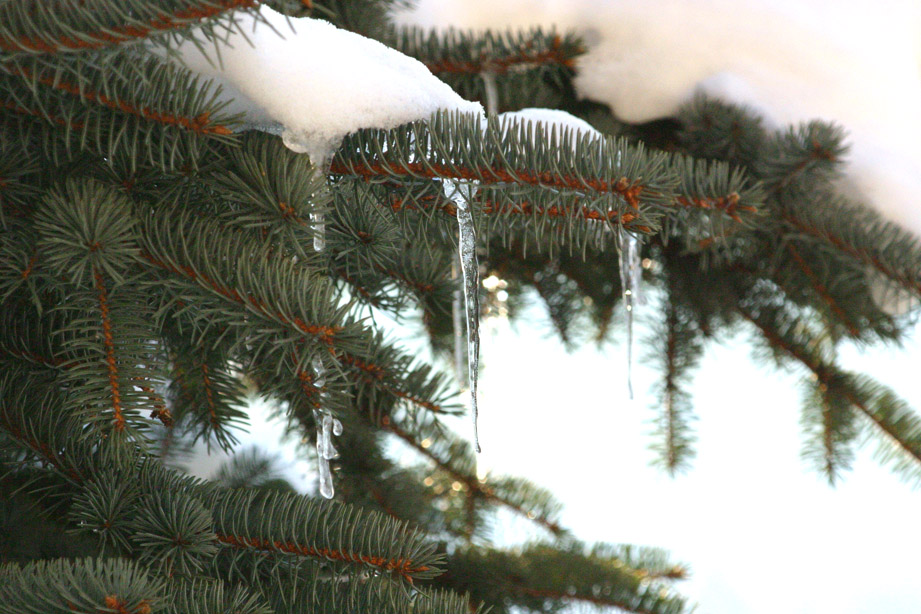
Eiszapfen als Vorbild für Lametta

Lametta (Verkleinerungsform von italienisch lama „Metallblatt“) besteht aus schmalen, dünnen, glitzernden Metallstreifen und ist ebenso wie Rauschgold ein traditioneller Weihnachtsschmuck für den Christbaum. Lametta wurde 1610 in Nürnberg erfunden und symbolisiert am Weihnachtsbaum Eiszapfen.

## Material
Als Grundstoff wird traditionell Stanniol verwendet, das geschmolzen, gegossen, gewalzt und in sehr schmale Streifen geschnitten wird. Echtes Stanniol besteht aus einer Legierung von Zinn und Blei, das Material ist an seinem Gewicht zu erkennen, welches für einen besseren Fall sorgt als leichtere Alternativen.
Zur besseren Umweltverträglichkeit wird heutzutage oft auf bleihaltiges Lametta verzichtet.
Die üblichste Alternative ist aluminiumbeschichteter Kunststoff (Biaxial orientierte Polyester-Folie, z. B. Mylar).
In der DDR war auch Lametta aus Alufolie üblich.

## Hersteller
Ein bedeutender Hersteller war in Deutschland Eppstein Foils, vormals die Eppsteiner Stanniolfabrik. Die Lamettaproduktion wurde Ende 2013 eingestellt. Im Dezember 2015 beendete auch der letzte deutsche Hersteller, das Unternehmen Riffelmacher & Weinberger aus dem mittelfränkischen Roth, die Produktion, nachdem die verarbeitete Menge dort von bis zu 50 Tonnen jährlich auf zuletzt nur wenige hundert Kilo zurückgegangen war. Zu den Nachfolgeprodukten gehören nach Angabe des Herstellers etwa Girlanden aus Kunststoff.

## Geschichte
Lametta wurde früher zu den Leonischen Waren gezählt. Als Material diente Kupfer, teils versilbert oder vergoldet. Das Material wurde ursprünglich in China zur Herstellung brokatähnlicher Gewänder verwendet.

## Umweltproblematik
Da Lametta grundsätzlich nicht biologisch abbaubar ist, sollte die Entsorgung auf keinen Fall gemeinsam mit dem Weihnachtsbaum erfolgen.
Insbesondere bei Stanniollametta können Giftstoffe wie Blei über Kompostierungs- oder Verbrennungsanlagen in die Umwelt abgegeben werden und letztlich auch in menschliche Nahrungsmittel übergehen.
Streng genommen müssen bleihaltige Materialien als Sondermüll behandelt werden.
Manche Entsorgungsunternehmen zählen Stanniollametta dagegen zur Abfallgruppe Restmüll oder zum Altmetall.

## Populärkultur
Im Volksmund wird der schöne Schein und auch die glitzernd dekorierte Ordensbrust der Militärs ironisch mit dem Ausdruck „Lametta“ in Verbindung gebracht. Hermann Görings Hang zu Orden und prunkvollen Uniformen brachte ihm u. a. den Spitznamen „Lametta-Heini“ ein. In einem Spottvers, der als Parodie auf das populäre Chanson Hermann heeßt er von Claire Waldoff entstanden war, heißt es:

„Rechts Lametta, links Lametta,
Und der Bauch wird imma fetta,
Und in Preußen ist er Meester –
Hermann heeßt er!“

In seinem Sketch Weihnacht ließ Loriot Opa Hoppenstedt mit dem Ausspruch „Früher war mehr Lametta!“ über den Wandel der Zeiten klagen.